# Erick Kimaiyo
Erick Kimaiyo (* 8. Juli 1969) ist ein ehemaliger kenianischer Marathonläufer.
1995 wurde er Zweiter beim Tokyo International Men’s Marathon und Fünfter beim Rotterdam-Marathon. Im Jahr darauf gewann er den Honolulu-Marathon. 1997 wurde er Zweiter beim CPC Loop Den Haag, Vierter beim London-Marathon, Zweiter beim Berlin-Marathon und verteidigte seinen Titel in Honolulu.
1999 wurde er Siebter beim Prag-Marathon, 2001 Zweiter beim São-Paulo-Marathon und 2004 Vierter beim Dubai-Marathon.
Sein jüngerer Bruder Boaz Kimaiyo war ebenfalls als Marathonläufer erfolgreich.

## Persönliche Bestzeiten
- Halbmarathon: 1:01:19 h, 23. März 1997, Den Haag
- Marathon: 2:07:43 h, 28. September 1997, Berlin